# ザクセンの貴婦人の肖像
『ザクセンの貴婦人の肖像』（ザクセンのきふじんのしょうぞう、仏: Portrait d'une noble dame saxonne、英: Portrait of a Saxon Noblewoman）は、ドイツ・ルネサンス期の画家ルーカス・クラナッハ (父) が1534年に板上に油彩で描いた絵画である。1534年の年記が画面下部左端に見える。モデルの女性は不明とされるが、ザクセン公女マリア (1515-1583年) と提唱されたこともある。作品は1892年以来、リヨン美術館に所蔵されている。なお、本作と同年に描かれた別ヴァージョンが、ダルムシュタットのヘッセン州立博物館に収められている。

## 作品

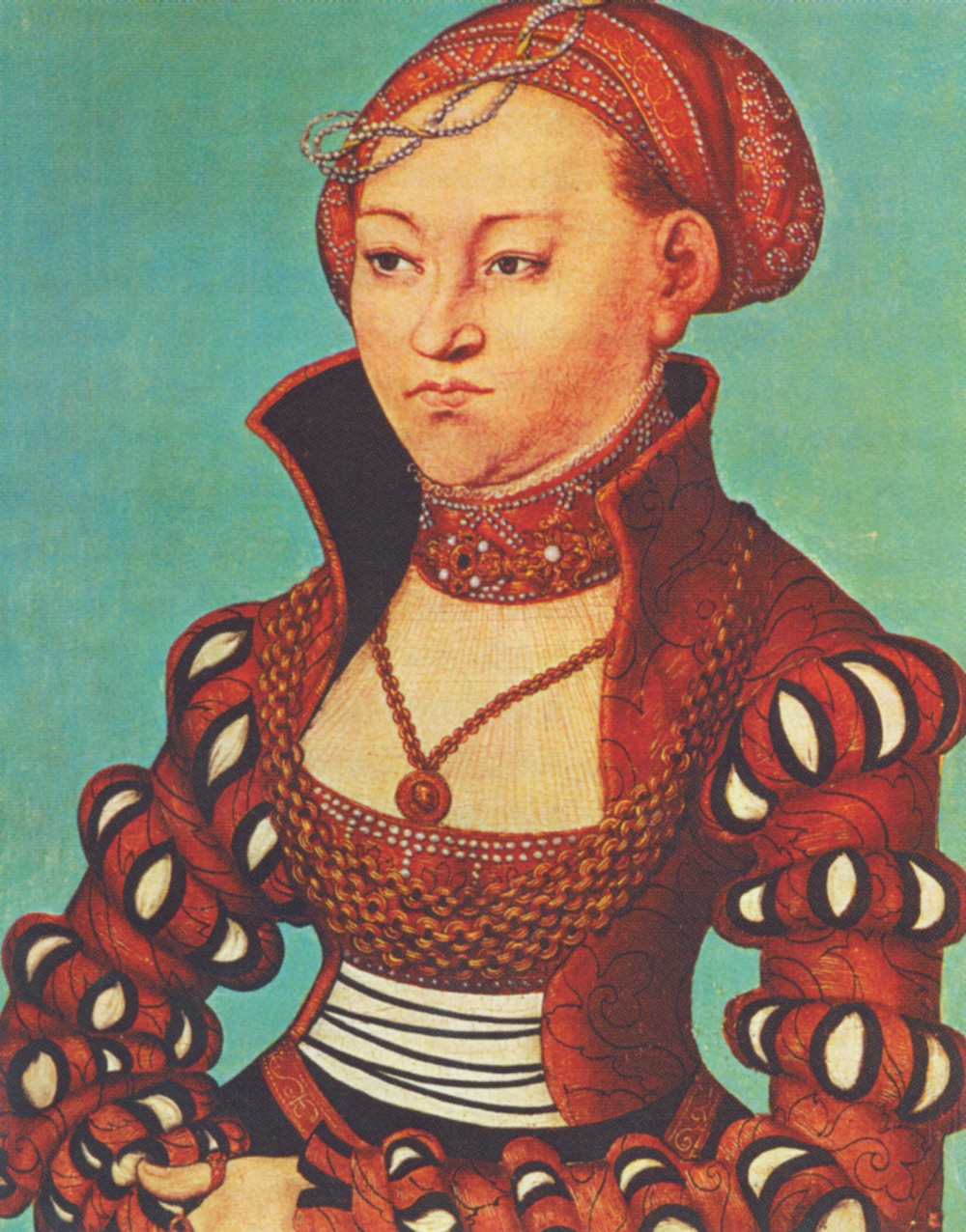
ルーカス・クラナッハ 『ザクセンの貴婦人の肖像』(1532年)、ヘッセン州立博物館

絵画は、豪華に着飾り、画家にポーズを取っている女性を表している。彼女の正確な素性は不明であるが、宝石を豊富に身に着けていることは既婚の高位の女性であることを示唆しているようである。彼女の髪の毛には謎めいた「W」の文字がついているが、一方で彼女のペンダントにはヨハン・フリードリヒ (ザクセン選帝侯) の肖像が見える。このヨハンの肖像から、この絵画は本来、エルネスティン系ヴェッティン家のものであったと考えられる。1942年に、美術史家E. ハインリヒ・ツィーマン (Heinrich Ziemann) は、本作の若々しい夫人をザクセン公女マリアと同定することを提案した。マリアはヨハンと彼の2番目の妻アンハルト・フォン・マルガレーテの娘にあたる。
ダルムシュタットのヘッセン州立博物館にある別ヴァージョンでは、女性は本作のように鑑賞者を見つめるのではなく、画面の左外を向くものに変更されている。このことは、その視線の先にもう1つの別の絵画、すなわち彼女の夫の肖像画が配置されることを示唆しており、本作とヘッセン州立博物館の絵画の女性が既婚者であることを裏付ける。
女性の服装は、当時の洗練された宮廷モードを表したものである。クラナッハは、膨らんだ袖に施された丸みのある切れ込み、ネックレス、髪飾り、コルセットの結び目、立ち襟などの彼女の身なりに入念な注意を払いながら、それらを造形要素に高めている。すなわち、それら身なりの装飾的細部は、固有の表現価値を備えた線描の戯れへと発展させられている。
女性は腰の位置で手を握りしめ、胸はやや左側を向いているが、彼女の身体や顔のモデリングは装飾作用に寄与すべく、彫塑的な三次元性を減じている。クラナッハの絵画にしばしば見られるように衣服の色数は限定されている。本作で、色彩は黒色とオレンジ色のコントラストをなし、黒色とオレンジ色は背景の明るい青色ともコントラストをなしている一方、やはり色彩は三次元性を抑制されている。
作品に見られる、このような抽象化、あるいは縮約された造形言語は、20世紀絵画の巨匠パブロ・ピカソを感嘆せしめた。この絵画は、さらにピカソのリトグラフ『クラナッハにもとづく若い女性の肖像』にも刺激を与えたと思われる。